# روی دارسی
روی دارسی (انگلیسی: Roy D'Arcy؛ ۱۰ فوریهٔ ۱۸۹۴ – ۱۵ نوامبر ۱۹۶۹) یک بازیگر سینما، و هنرپیشه اهل ایالات متحده آمریکا بود.

## گزیده فیلمشناسی
از فیلم‌ها یا برنامه‌های تلویزیونی که وی در آن نقش داشته‌است می‌توان به آثار زیر اشاره کرد.
- بیوه سرمست (فیلم ۱۹۲۵) (۱۹۲۵)
- مونت‌کارلو (فیلم ۱۹۲۶) (۱۹۲۶)
- والنسیا (فیلم ۱۹۲۶) (۱۹۲۶)
- بازیگر (فیلم ۱۹۲۸) (۱۹۲۸)
- آخرین اخطار (۱۹۲۸)
- ساعت مشکی (۱۹۲۹)
- عشق (فیلم ۱۹۳۰) (۱۹۳۰)
- شرلوک هولمز (فیلم ۱۹۳۲) (۱۹۳۲)
- پرواز به ریو (۱۹۳۳)
- اورینت اکسپرس (فیلم ۱۹۳۴) (۱۹۳۴)